# Ауверкерк
Ауверкерк (нід. Ouwerkerk) — село в нідерландській провінції Зеландія. Входить до муніципалітету Схаувен-Дьойвеланд.
Його площа — 10,69 км², а населення станом на 2021 рік становило 575 осіб.
До 1961 року мало статус окремого муніципалітету.

## Галерея

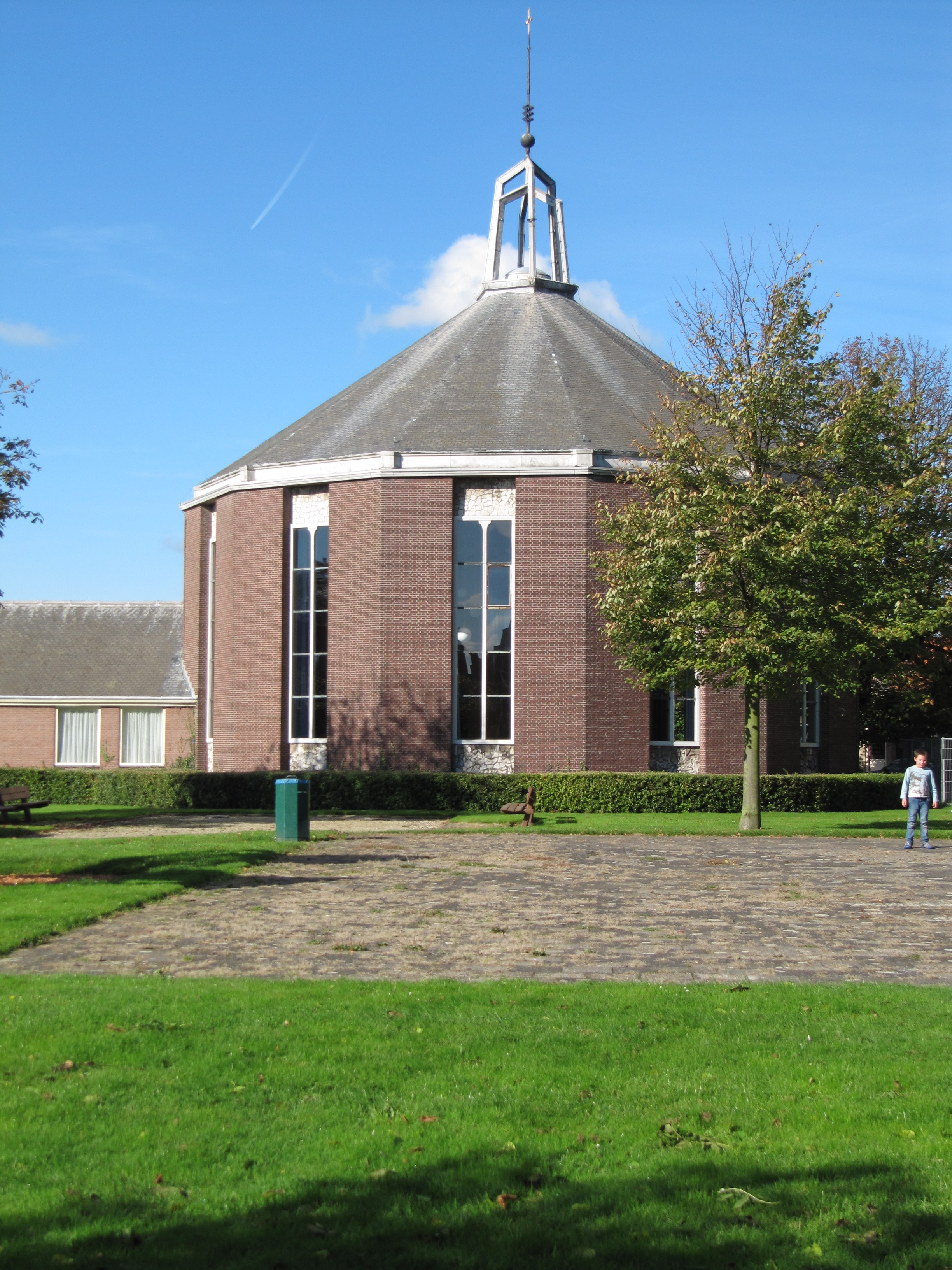
Сільська церква
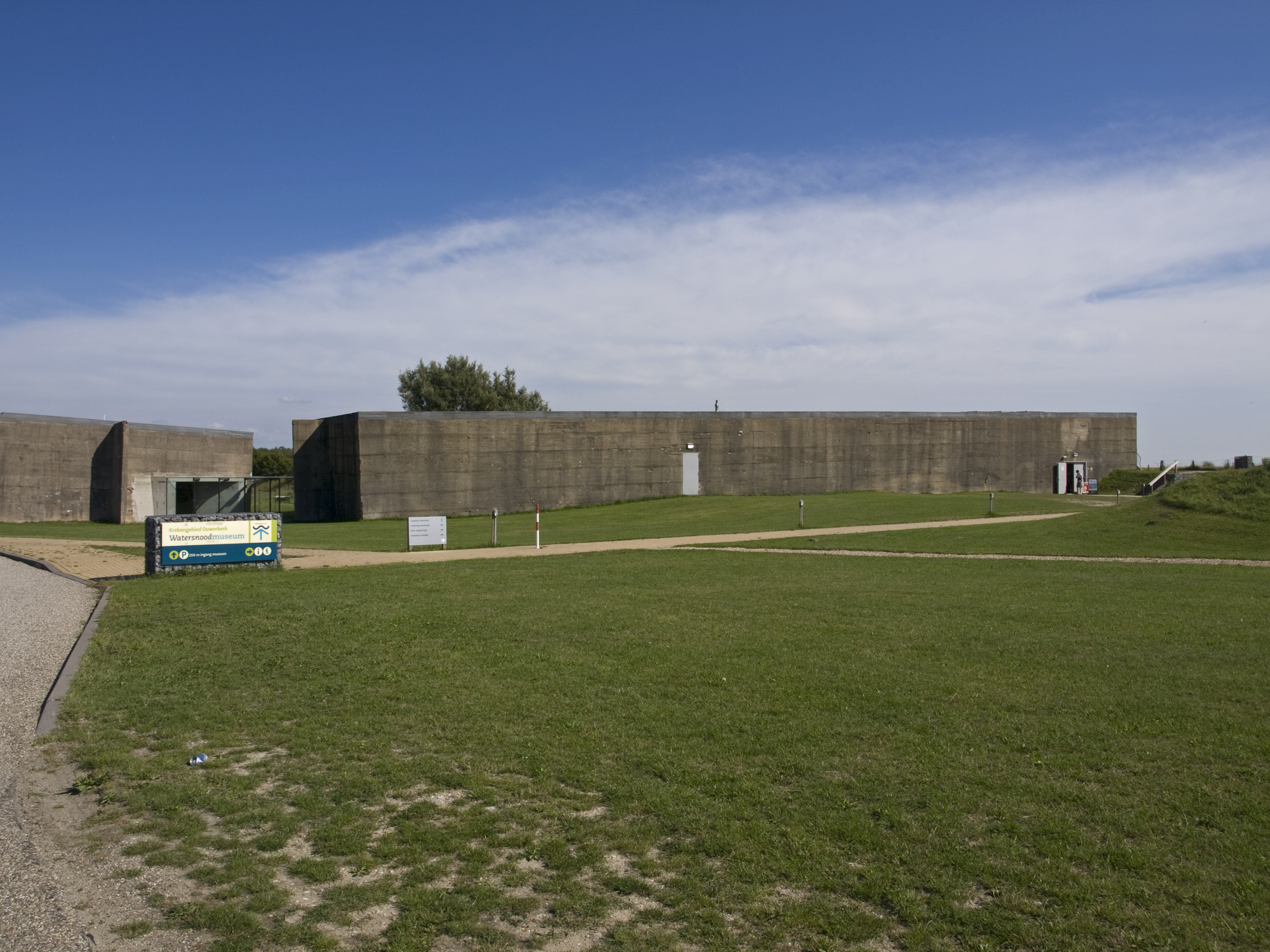
Будівля музею, присвяченого повіді 1953 року
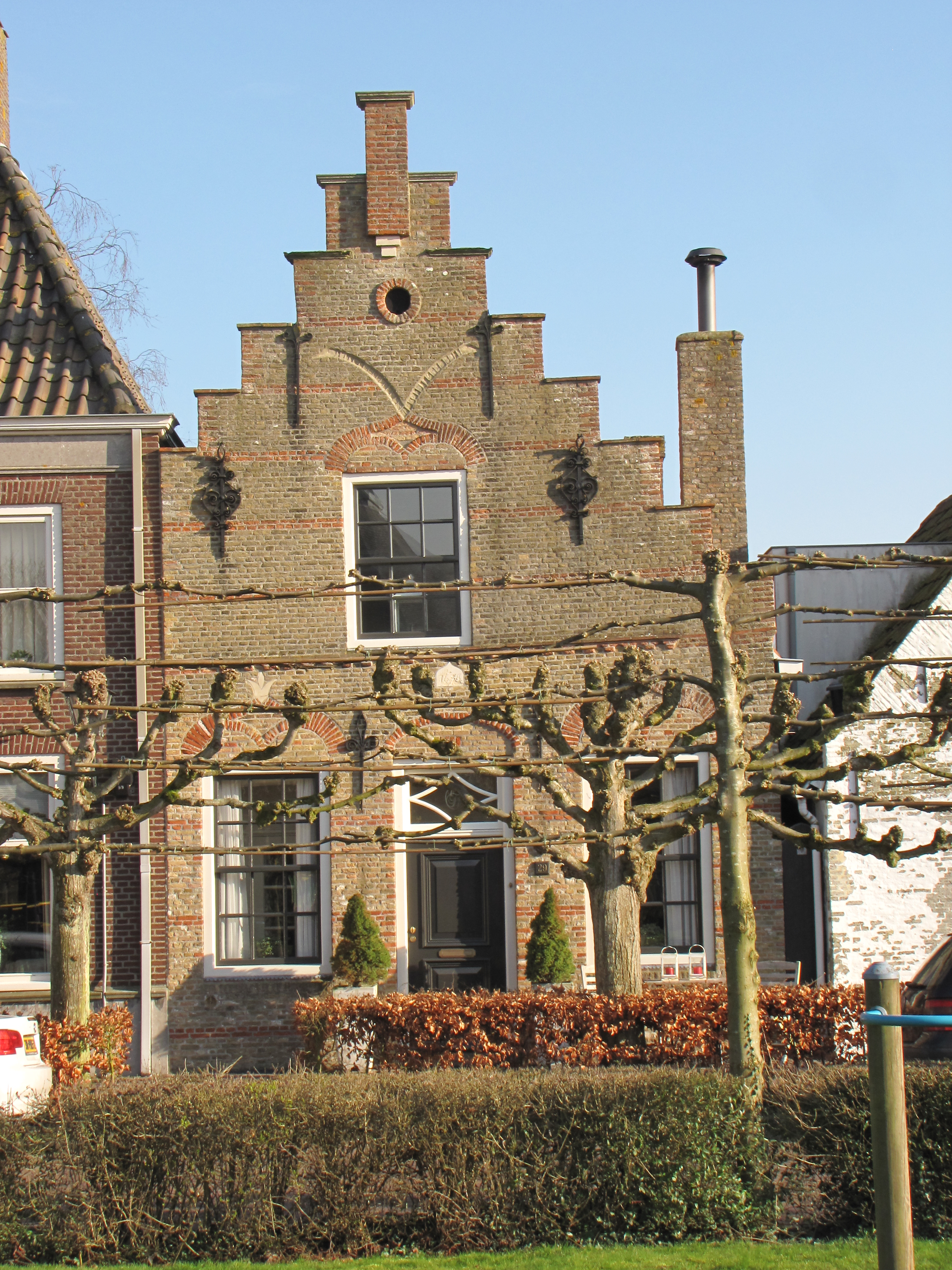
Забудова в Ауверкерку
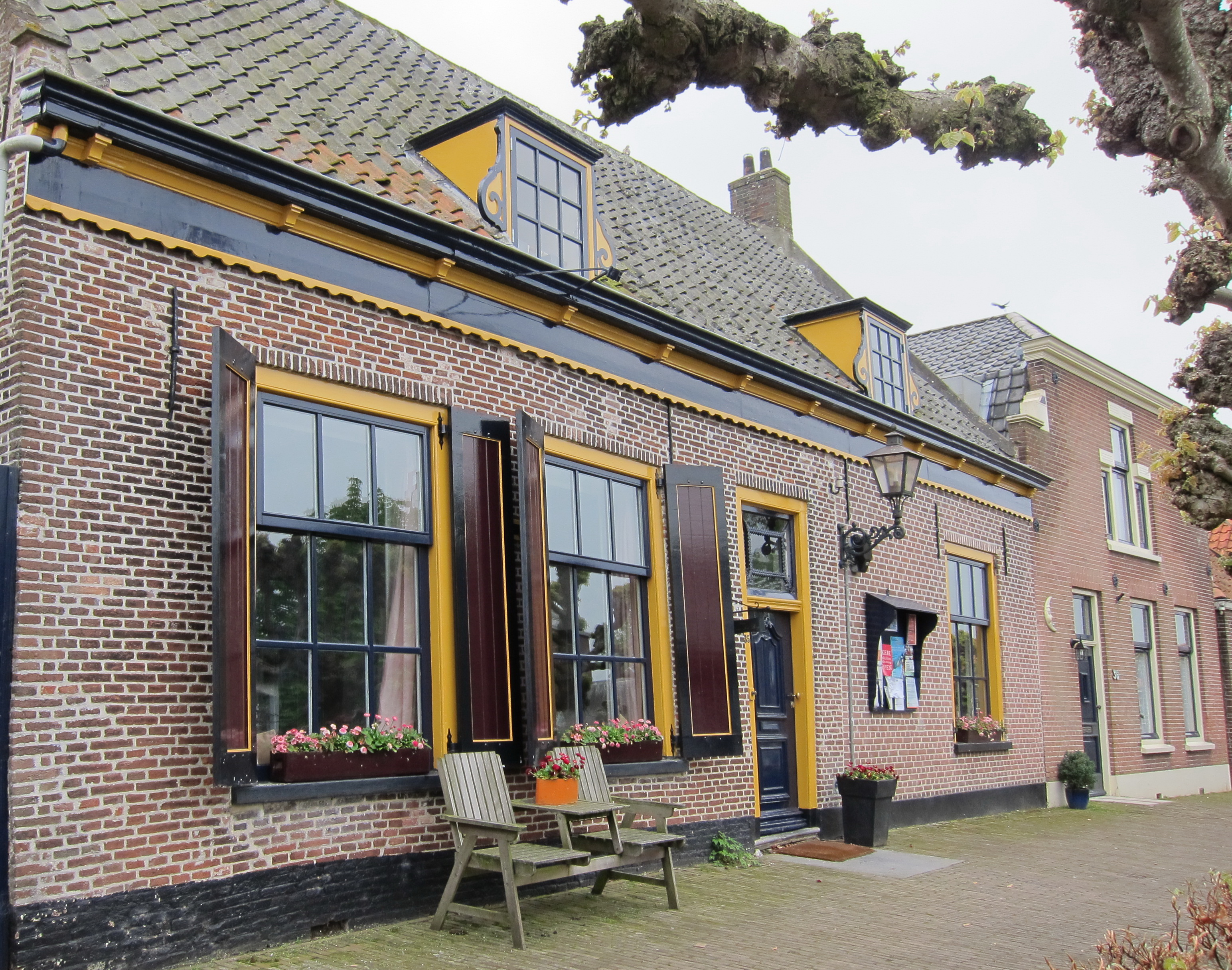
Сільський будинок